# ガートルードC
ガートルードC (Gertrude C) は、第二次世界大戦時のアメリカ陸軍航空軍第20空軍第20爆撃集団第58爆撃航空団第468爆撃群第794爆撃飛行隊に所属したB-29爆撃機の機名（機体番号42-6334）。
1944年8月20日に福岡県八幡市八幡製鉄所を僚機とともに爆撃した際、日本陸軍飛行第4戦隊野辺重夫軍曹操縦の二式複座戦闘機屠龍の体当たり攻撃を受け、機長ロバート・S・クリンクスケールズ中佐以下乗員11名全員戦死した。

## 八幡製鉄所爆撃
1944年8月20日、第20爆撃機集団に所属していたガートルードCは彭山飛行場から僚機74機とともに八幡製鉄所爆撃のために出撃した。八幡製鉄所への爆撃はこの日が二度目であった。操縦は機長のクリンクスケールズ中佐と副操縦士デービッド・S・キャッスルベリー中尉、航法士ギルバート・S・カーディンガー大尉によって操縦された。機には彼らのほか士官2名、下士官7名のクルーが搭乗した。このほか、クリンクスケールズ中佐のペットで彼の飛行隊のマスコットであるコッカー・スパニエルのサリーという犬が乗り込んでいた。

## 撃墜
ガートルードCの率いる編隊が八幡市上空に達したのは同日夕刻であった。編隊はダイヤモンド・フォーメーションを組んで飛行し、ガートルードCは隊長機として編隊の先頭に位置した。後続の2番機はオニール・J・スタッファー大尉のカラミティ・スーだった。さらにドナルド・J・ハンフリー少佐のポストビル・エクスプレス（機体番号#42-24704）他が列機として続いていた。
八幡市上空で爆撃を行っていた彼らは山口県小月基地から迎撃に出動した日本陸軍第12飛行師団隷下の飛行第4戦隊の迎撃を受けた。ガートルードCは爆撃を終え、爆弾槽を閉じようとしていたところ野辺重夫軍曹操縦の屠龍の機銃射撃を受けた。この射撃の損害は軽微であったが、野辺機が戦法を体当たりに切り替え機体前方から右翼を左主翼に叩きつけ特攻。ガートルードCは回避できず翼を破壊された。第一エンジンと左翼燃料タンクが爆発し、ガートルードCは空中分解、八幡市折尾町陣ノ原に墜落した。
機の破片は直後を飛行していた列機に降りかかり、ポストビル・エクスプレスは破片の回避に成功したもののカラミティ・スーは直撃を受けて垂直尾翼を破損、飛行不能となり墜落した。この日の空襲では両機のほかフェザーマーチャント（機長ボイド・L・グルーバーグ大尉）、レディーテディー（機長アーネスト・A・ピケット少佐）、ケイトポーマット（機長リチャード・M・マクグリン少佐）、プレイングマンティス（機長ハミルトン・H・ダイアー・ジュニア少佐）、スターダスター（機長トーマス・B・マイルズ、階級不明）、フライングスタッド（機長クロード・E・ヘンジンガー少佐）、ベル・オブ・ボルチモア（機長サンフォード、階級、個人名不明）の7機、機体名不詳の5機（機長はカーマイクル中佐、スラッテリー、ハンソンほか氏名不詳2名）の計14機のB29が撃墜もしくはその他の原因によって喪失した。
ガートルードCからの脱出者はおらず、クルーは全員即日戦死と認定された（墜落時遺体はほとんど燃え尽きていたが、遺灰が集められ現地で埋葬された）。1949年10月になってクリンクスケールズ中佐以下7名はジェファーソンバラックス国立墓地に、爆撃手スタンレー・S・スミス大尉はゴールデンゲート国立墓地に、銃手ブロウラッド二等軍曹はフォートスネリング国立墓地にそれぞれ埋葬された。

## 機体名
機体名はクリンクスケールズ中佐の母親に因む。野辺軍曹の特攻は対B29の航空特攻第一号である。

## 乗組員
- 機長：ロバート・S・クリンクスケールズ /Robert.S.CLINKSCALES

ジョージア州ディッカーブ郡イーストレイクロード出身。第794爆撃飛行隊指揮官。戦死後大佐に進級。父はウィリアム・クリンクスケールズ、母はガートルード。兄弟にヴィダ、ウィリアム。1938年ジョージア工科大学卒業。大学時代は機械工学を学んだ。卒業後陸軍航空隊の士官候補生として軍に入隊、同年秋に少尉に任官、ハワイのヒッカム空軍基地に配属された。開戦当時はB-17のパイロットであり、コリン・ケリー大尉の指揮下にあった。その後大尉に昇進、1943年2月19日殊勲飛行十字章を授与される。時期は不明だがテキサス州ケリー・フィールドの上級航空学校を卒業。佐官に昇進後は中国戦線にあった。地元では英雄的存在であり、その叙勲、戦死は地元紙で大きく取り上げられた。
- 副操縦士：デービッド・S・キャッスルベリー/David.S.CASTLEBERRY
- 航法士：ギルバート・S・カーディンガー/Gilbert.S.KADINGER
- 爆撃士：スタンレー・S・スミス/Stanley.S.SMYTH
- 無線通信士：ウォーレス・リチャードソン・ジュニア/Wallace.RICHARDSON. Jr.
- 航空機関士：ロイ・R・ベーカー/ Loy.R.BAKER
- レーダー担当士：ジェームス・M・カーティス/James.M.COUTIS
- 銃手：ジョージ・W・ベル/George.W.BELL
- 銃手：ポール・S・ブロウラッド/Paul.S.BROUILLARD
- 銃手：ジョン・T・フィッツパトリック/John.T. FITZPATRICK
- 銃手：クラレンス・L・マクヘンリー/Clarence.L.MCHENRY
- RCM：デービッド・E・ハイマンデイ/David.E.HIMANDI

## 参考サイト
- http://www.468thbombgroup.org/